# Максимовское (на реке Черёмуха)
В том же сельском поселении и в той же сельской администрации есть ещё одна деревня Максимовское — на реке Коровка
Макси́мовское — деревня на реке Черёмуха в Покровской сельской администрации Покровского сельского поселения Рыбинского района Ярославской области России. В той же сельской адмистрации имеется другая деревня с тем же названием, расположенная на реке Коровка, эти деревни обслуживаются разными почтовыми отделениями.
Деревня находится непосредственно на левом берегу реки Черёмуха, выше по течению и южнее посёлка Красная Горка и отделена от этого посёлка небольшим ручьём. Деревня в направлении вверх по течению Черёмухи является последним населённым пунктом Покровского сельского поселения. На противоположном берегу реки находится деревня Дмитриевка, которая относится уже к Волжскому сельскому поселению Рыбиского района. Дорога к деревне идёт через посёлок Красная Горка.
На 1 января 2007 года в деревне числилось 12 человек. Деревня обслуживается почтовым отделением санатория им. Воровского..